# 리하르트 트라우트만
리하르트 트라우트만(독일어: Richard Trautmann, 1969년 2월 7일~)은 독일의 유도 선수, 지도자이다. 1992년과 1996년 하계 올림픽에서 남자 엑스트라라이트급 동메달을 획득했다.